# Die Suche geht weiter – live
Die Suche geht weiter – live ist das vierte Livealbum des deutschen Popduos Rosenstolz. Es wurde am 24. April 2009 veröffentlicht. Das Album wurde im Rahmen der „Bist-du-dabei-Tour 08/09“ aufgenommen, die im November 2008 startete und 30 Hallenkonzerte in Deutschland, Österreich und der Schweiz umfasste. Die Tour endete vorzeitig am 26. Januar 2009 in Hamburg, da Peter Plate am Burnout-Syndrom erkrankte. Die letzten beiden Konzerte in Köln und Hannover sowie die für den Sommer 2009 geplante zusätzliche Open-Air Tour mit 15 Terminen wurden abgesagt.
Auf DVD wie auf der Doppel-Live-CD findet sich der Konzertmitschnitt vom 5. Dezember 2008 aus der Münchner Olympiahalle mit 24 Titeln und einer Länge von zweieinhalb Stunden. Neben den Songs aus dem Studioalbum Die Suche geht weiter beinhaltete das Konzert Lieder aus der gesamten Bandgeschichte. Da zu der Zeit in der Halle ein Reitturnier stattfand, musste in der Nacht davor alles für das Konzert umgebaut und der komplette Boden, der mit Sand belegt war, überdeckt werden. Die DVD wurde vom Hans & Grete Team produziert. 15 Kameras, darunter eine Spidercam, waren für die Konzertaufnahme im Einsatz.
Auf der DVD ist außerdem ein Making-of mit Interviews und Blick hinter die Kulissen. AnNa R. moderiert die Menüführung. Eine limitierte Sonderausgabe im Hardcoverbuch liefert zudem beide Versionen im Doppelpack und dazu eine Zusammenstellung mit Fotos von Probe, Soundcheck, Garderobe und Konzert.
Mit Veröffentlichung von Live-CD und DVD gelang dem Album Die Suche geht weiter der Sprung von Rang 43 hoch auf Position drei der deutschen Album-Charts.
Bei der Echoverleihung 2010 wurde der Konzertmitschnitt in der Kategorie „Beste Live-DVD“ als eine der fünf besten DVDs nominiert.

## Trackliste
CD 1:
|    | Titel                                        | Dauer |
| -- | -------------------------------------------- | ----- |
| 1  | Sternraketen (Live)                          | 6:32  |
| 2  | Ich geh in Flammen auf (Live)                | 4:48  |
| 3  | Kein Lied von Liebe (Live)                   | 5:33  |
| 4  | Ich bin mein Haus (Live)                     | 5:02  |
| 5  | Das gelbe Monster (Live)                     | 3:45  |
| 6  | Irgendwo dazwischen (Live)                   | 5:45  |
| 7  | Unerwartet (Ein Fenster zum Himmel) (Live)   | 5:31  |
| 8  | Königin (Live)                               | 4:49  |
| 9  | Ich geh auf Glas (Live)                      | 3:53  |
| 10 | Herzensschöner (Live)                        | 4:08  |
| 11 | Schlampenfieber (Live – Dilettanten-Version) | 5:44  |
| 12 | Die öffentliche Frau (Live)                  | 5:12  |
| 13 | Sex im Hotel (Live)                          | 6:44  |

CD 2:
|    | Titel                             | Dauer |
| -- | --------------------------------- | ----- |
| 1  | Willkommen (Live)                 | 6:16  |
| 2  | Wie weit ist vorbei (Live)        | 4:35  |
| 3  | An einem Morgen im April (Live)   | 4:54  |
| 4  | Lachen (Live)                     | 6:28  |
| 5  | Ich bin ich (Wir sind wir) (Live) | 5:37  |
| 6  | Gib mir Sonne (Live)              | 6:51  |
| 7  | Blaue Flecken (Live)              | 7:47  |
| 8  | Grüße an mein Leben (Live)        | 4:43  |
| 9  | Liebe ist alles (Live)            | 5:25  |
| 10 | Auch im Regen (Live)              | 5:25  |
| 11 | Bist du dabei (Live)              | 7:45  |

## Chartplatzierungen
| ChartsChartplatzierungen | Höchstplatzierung | Wochen |
| ------------------------ | ----------------- | ------ |
| Österreich (Ö3)          | 30 (7 Wo.)        | 7      |

In Deutschland werden die Verkäufe zum Studioalbum Die Suche geht weiter addiert.

## Bist du dabei Tour
Diese Liste beinhaltet alle Konzerte in chronologischer Reihenfolge, die bei der Bist du dabei 2008/2009 gespielt wurden:

### Tourdaten
| Datum             | Stadt             | Veranstaltungsort             | Land        |
| ----------------- | ----------------- | ----------------------------- | ----------- |
| 7. November 2008  | Berlin-Tempelhof  | Columbiahalle                 | Deutschland |
| 8. November 2008  | Berlin            | Columbiahalle                 | Deutschland |
| 9. November 2008  | Cottbus           | Messehalle Cottbus            | Deutschland |
| 12. November 2008 | Zwickau           | Stadthalle Zwickau            | Deutschland |
| 13. November 2008 | Chemnitz          | Chemnitz Arena                | Deutschland |
| 14. November 2008 | Dresden           | Messehalle                    | Deutschland |
| 17. November 2008 | Magdeburg         | Bördelandhalle                | Deutschland |
| 18. November 2008 | Schwerin          | Sport- und Kongresshalle      | Deutschland |
| 19. November 2008 | Kiel              | Ostseehalle                   | Deutschland |
| 22. November 2008 | Bielefeld         | Seidenstickerhalle            | Deutschland |
| 24. November 2008 | Münster           | Halle Münsterland             | Deutschland |
| 25. November 2008 | Düsseldorf        | Philipshalle                  | Deutschland |
| 28. November 2008 | Ulm               | Donauhalle                    | Deutschland |
| 29. November 2008 | Mannheim          | SAP Arena                     | Deutschland |
| 30. November 2008 | Frankfurt am Main | Festhalle                     | Deutschland |
| 3. Dezember 2008  | Stuttgart         | Hanns-Martin-Schleyer-Halle   | Deutschland |
| 4. Dezember 2008  | Regensburg        | Donau-Arena                   | Deutschland |
| 5. Dezember 2008  | München           | Olympiahalle München          | Deutschland |
| 9. Dezember 2008  | Wien              | Wiener Stadthalle             | Österreich  |
| 9. Dezember 2008  | Leipzig           | Arena Leipzig                 | Deutschland |
| 10. Januar 2009   | Koblenz           | Sporthalle Oberwerth          | Deutschland |
| 11. Januar 2009   | Trier             | Arena Trier                   | Deutschland |
| 13. Januar 2009   | Freiburg          | Rothaus Arena                 | Deutschland |
| 14. Januar 2009   | Zürich            | Hallenstadion                 | Schweiz     |
| 17. Januar 2009   | Kempten (Allgäu)  | bigBOX Allgäu                 | Deutschland |
| 18. Januar 2009   | Nürnberg          | Arena Nürnberger Versicherung | Deutschland |
| 21. Januar 2009   | Göttingen         | Lokhalle Göttingen            | Deutschland |
| 22. Januar 2009   | Braunschweig      | Volkswagen Halle Braunschweig | Deutschland |
| 23. Januar 2009   | Erfurt            | Messehalle Erfurt             | Deutschland |
| 26. Januar 2009   | Hamburg           | Color Line Arena              | Deutschland |